# 医薬品新販売制度の円滑施行に関する検討会
医薬品新販売制度の円滑施行に関する検討会（いやくひんしんはんばいせいどのえんかつしこうにかんするけんとうかい）は、2006年（平成18年）改正の薬事法の施行（2009年6月1日）を前に、国民が医薬品を適切に選択し、適正に使用できる環境を整える国民的議論を行うために、厚生労働大臣の指示において開催される検討会である。主な検討事項は「既存の薬局・薬店の店舗では医薬品の購入が困難な場合の対応策」と「インターネットなどを通じた医薬品販売の在り方」である。

## 経緯
2009年施行の平成18年改正薬事法にあわせて改正された薬事法施行規則（厚生労働省令）によって、インターネットを含む通信販売・郵送販売・配達販売が第三類医薬品に限定されることになり、カゼ薬や漢方薬などが通信販売不可となるため、2008年秋に行われたパブリックコメントにおいて寄せられた意見の97%が規制に反対するものとなった。しかし、2009年2月6日の官報に掲載された省令は厚生労働省の当初案とほぼ同じもので、パブリックコメントに寄せられた二千通以上にも及ぶ多くの意見を無視する形となった。そのため、ネット業界、長年にわたって郵送で漢方薬などを販売していた団体などが一斉に反発、舛添厚生労働大臣の指示で検討会が開催されることとなった。

## 構成員（座長以外は五十音順）
- 井村伸正（座長、北里大学名誉教授）
- 足高慶宣（日本置き薬協会常任理事長）
- 阿南久（全国消費者団体連絡会事務局長）
- 綾部隆一（全国伝統薬連絡協議会）
- 今地政美（福岡県保健医療介護部薬務課長）
- 小田兵馬（日本チェーンドラッグストア協会副会長）
- 北史男（日本OTC医薬品協会医薬品販売制度対応協議会委員長）
- 倉田雅子（納得して医療を選ぶ会）
- 國領二郎（慶應義塾大学総合政策学部教授）
- 児玉孝（社団法人日本薬剤師会会長）
- 後藤玄利（日本オンラインドラッグ協会理事長）
- 今孝之（社団法人日本薬種商協会副会長）
- 下村壽一（東京都福祉保健局健康安全部薬務課長）
- 高柳昌幸（全国配置家庭薬協会副会長）
- 増山ゆかり（全国薬害被害者団体連絡協議会）
- 松本恒雄（一橋大学大学院法学研究科教授）
- 三木谷浩史（楽天株式会社代表取締役会長兼社長）
- 三村優美子（青山学院大学経営学部教授）
- 望月眞弓（慶應義塾大学薬学部教授）

## 検討会開催実績
- 第1回 2009年（平成21年）2月24日（火）10時 - 12時、厚生労働省省議室
- 第2回 同年3月12日（木）10時 - 12時、九段会館 鳳凰の間
- 第3回 同年3月31日（火）16時 - 18時、厚生労働省専用第22会議室
- 第4回 同年4月16日（木）10時半 - 16時、厚生労働省 省議室
- 第5回 同年4月28日（火）15時 - 17時、厚生労働省 省議室
- 第6回 同年5月11日（月）14時 - 16時、厚生労働省 省議室
- 第7回 同年5月22日（金）15時 - 17時、厚生労働省 省議室

## 結論
一般用医薬品は全て通信販売可能で、第一類医薬品については薬剤師が消費者からの相談に応需する事となったが、劇薬や要指導医薬品（安全性が充分に確認されていない医薬品）は引き続き対面販売を義務付けられた。2014年に薬事法（当時）および薬剤師法が改正された。

## その後
法の遵守状況：「インターネット販売」の相談応需（メール返信）率は6割を割り込んでいる。
| 販売形式           | 調査項目                                          | 2012年度 | 2014年度 |
| ------------------ | ------------------------------------------------- | -------- | -------- |
| 店舗（対面販売）   | 第1類医薬品の購入時に「説明」があった             | 95.1%    | 97.6%    |
|                    | 上記の時、文書を用いて説明された（義務）          | 60.7%    | 67.5%    |
|                    | 第1類医薬品に関する相談に対して適切な回答があった | 95.3%    | 96.2%    |
|                    | 第2類医薬品に関する相談に対して適切な回答があった | 93.4%    | 95.9%    |
| インターネット販売 | メールでの問い合わせに返信があった                | 58.7%    | 54.7%    |